# Lijst van oorlogsmonumenten in Assen
De Nederlandse gemeente Assen heeft 23 oorlogsmonumenten. Hieronder een overzicht.
| Nr.  | Object                                              | Herdachte groep | Ontwerper                                                                      | Onthulling        | Type               | Locatie                                  | Plaats     | Coördinaten                   | Foto                                           |
| ---- | --------------------------------------------------- | --- | ------------------------------------------------------------------------------ | ----------------- | ------------------ | ---------------------------------------- | ---------- | ----------------------------- | ---------------------------------------------- |
| 600  | Monument op de Zuiderbegraafplaats                  | burgerslachtoffers, verzet Nederland                                                                               | J.H. van Houten                                                                | 3 mei 1947        | begraafplaats/graf | Beilerstraat 86, 9401 PN                 | Assen      | 52° 58' 53" NB, 6° 33' 37" OL | Meer afbeeldingen                              |
| 606  | Plaquette bij het voormalige Huis van Bewaring      | verzet Nederland                                                                                                   | Marian M. Bosscha-Appelhof                                                     | 4 mei 2000        | plaquette          | Brink 9, 9401 HV                         | Assen      | 52° 59' 38" NB, 6° 33' 49" OL | Plaquette bij het voormalige Huis van Bewaring |
| 940  | Jan de Stoter                                       | militairen in dienst van het Ned. Kon. na 1945, militairen in dienst van het Ned. Kon. 1940-1945, verzet Nederland | Nico Onkenhout                                                                 | 1 september 1984  | beeld/sculptuur    | Balkenweg 3, 9405 CC                     | Assen      | 52° 59' 39" NB, 6° 32' 10" OL | Meer afbeeldingen                              |
| 1137 | Joods grafmonument (1)                              | vervolgden Nederland                                                                                               |                                                                                | 1951              | overig             | Oude Haarweg, 9405                       | Assen      | 52° 58' 38" NB, 6° 33' 2" OL  | Meer afbeeldingen                              |
| 1139 | Lancaster-Monument                                  | geallieerde militairen                                                                                             |                                                                                | 20 oktober 1999   | gedenksteen        | Propellerpad, 9404 TK                    | Assen      | 52° 57' 55" NB, 6° 34' 13" OL | Meer afbeeldingen                              |
| 1140 | Monument Achilles 1894                              | burgerslachtoffers, vervolgden Nederland                                                                           |                                                                                |                   | gedenksteen        | Martin Luther Kingweg 13, 9403 PA        | Assen      | 53° 1' 7" NB, 6° 34' 20" OL   | Monument Achilles 1894                         |
| 1141 | Monument Rijks HBS                                  | militairen in dienst van het Ned. Kon. 1940-1945, vervolgden Nederland, verzet Nederland                           |                                                                                |                   | plaquette          | Mr. Groen van Prinstererlaan 98, 9402 KA | Assen      | 53° 0' 15" NB, 6° 33' 32" OL  | Monument Rijks HBS                             |
| 1142 | Joods monument                                      | vervolgden Nederland                                                                                               | Sam Drukker                                                                    | 3 mei 1990        | plaquette          | Oudestraat 1-2, 9401 EJ                  | Assen      | 52° 59' 46" NB, 6° 33' 49" OL | Meer afbeeldingen                              |
| 1143 | Monument aan het Stadsbroek                         | burgerslachtoffers, verzet Nederland                                                                               |                                                                                | 1 april 1949      | gedenkmuur         | Stadsbroek, 9405 BK                      | Assen      | 52° 59' 4" NB, 6° 32' 37" OL  | Monument aan het Stadsbroek                    |
| 1144 | Oorlogsmonument Zeijerveld                          | verzet Nederland                                                                                                   |                                                                                |                   | gedenksteen        | Schoolpad, 9488                          | Zeijerveld | 53° 1' 17" NB, 6° 31' 38" OL  | Meer afbeeldingen                              |
| 1145 | Monument Asser Boys                                 | burgerslachtoffers                                                                                                 |                                                                                |                   | gedenksteen        | Lonerstraat 100, 9403 TD                 | Assen      | 52° 59' 56" NB, 6° 35' 27" OL | Monument Asser Boys                            |
| 1146 | Operatie Amherst Monument voor Franse Parachutisten | geallieerde militairen                                                                                             | Ir. Johan Hamminga (27-10-1944)                                                | 4 mei 1985        | gedenkmuur         | Balkenweg 3, 9405 CC                     | Assen      | 52° 59' 39" NB, 6° 32' 10" OL | Meer afbeeldingen                              |
| 1147 | Provinciaal Gedenkteken                             | allen | Willem Valk                                                                    | 21 juni 1951      | beeld/sculptuur    | Brink, 9401 HS                           | Assen      | 52° 59' 38" NB, 6° 33' 51" OL | Meer afbeeldingen                              |
| 1149 | Texel-bank                                          | overig | J. van der Pijl (1901-1988)                                                    | 22 april 1950     | gedenkbank         | Brink, 9401 HS                           | Assen      | 52° 59' 38" NB, 6° 33' 50" OL | Meer afbeeldingen                              |
| 2579 | Stoottroepenmuseum                                  | |                                                                                | 21 september 1998 | gedenksteen        | Balkenweg 3, 9405 CC                     | Assen      | 52° 59' 39" NB, 6° 32' 10" OL |                                                |
| 2580 | Monument in de Emmaschool                           | burgerslachtoffers                                                                                                 | mw. S.N. van der Werff-Braaksma (tekening), Honig van Duivenbode (kalligrafie) |                   | plaquette          | Prinses Irenestraat 6, 9401 HH           | Assen      | 52° 59' 32" NB, 6° 33' 18" OL | Monument in de Emmaschool                      |
| 2581 | Gedenkraam Limburgse evacués                        | overig | Jules Rummens (ontwerp), Glazenieratelier J. Soentjens (uitvoering)            | 1949              | glas-in-lood       | Brink 1, 9401 HS                         | Assen      | 52° 59' 35" NB, 6° 33' 50" OL | Meer afbeeldingen                              |
| 2582 | Monument in de Zuiderkerk                           | burgerslachtoffers                                                                                                 |                                                                                |                   | plaquette          | Zuidersingel 81, 9401 KC                 | Assen      | 52° 59' 31" NB, 6° 33' 42" OL |                                                |
| 2609 | Joods grafmonument (2)                              | vervolgden Nederland                                                                                               |                                                                                | 1970              | begraafplaats/graf | Oude Haarweg, 9405                       | Assen      | 52° 58' 38" NB, 6° 33' 2" OL  | Joods grafmonument (2)                         |
| 3145 | Monument aan de Oranjestraat                        | burgerslachtoffers, vervolgden Nederland                                                                           |                                                                                | 26 januari 2007   | gedenksteen        | Oranjestraat, 9401 KJ                    | Assen      | 52° 59' 40" NB, 6° 34' 1" OL  | Meer afbeeldingen                              |
| 3690 | Drents Veteranenmonument                            | militairen in dienst van het Ned. Kon. 1940-1945, militairen in dienst van het Ned. Kon. na 1945                   |                                                                                | 14 januari 2012   | beeld/sculptuur    | Westerbrink 1, 9405 BJ                   | Assen      | 52° 59' 8" NB, 6° 32' 20" OL  | Drents Veteranenmonument                       |
|      | Erehof Assen                                        | geallieerde militairen                                                                                             |                                                                                |                   |                    | Zuiderbegraafplaats                      | Assen      |                               | Meer afbeeldingen                              |
|      | Stolpersteine                                       | vervolgden Nederland                                                                                               | Gunter Demnig                                                                  |                   | reliëf             |                                          | Assen      |                               | Meer afbeeldingen                              |

Aa en Hunze ·
Assen ·
Borger-Odoorn ·
Coevorden ·
De Wolden ·
Emmen ·
Hoogeveen ·
Meppel ·
Midden-Drenthe ·
Noordenveld ·
Tynaarlo ·
Westerveld